# Joseph Maguire
Pour les articles homonymes, voir Maguire.
Joseph Maguire, né le 14 août 1951 à Brooklyn (New York), est un militaire et haut fonctionnaire américain. Il est directeur du renseignement national par intérim du 16 août 2019 au 20 février 2020 sous la présidence de Donald Trump.

## Biographie
Vice-amiral à la retraite depuis 2010, il est directeur du Centre national de lutte contre le terrorisme du 27 décembre 2018 au 16 août 2019, puis directeur du renseignement national entre le 16 août 2019 et le 20 février 2020. Il succède à Dan Coats dans ses fonctions, avant d'être remplacé par l'ambassadeur Richard Grenell, également intérimaire.